# Coupe du monde de combiné nordique 2018-2019
Navigation
2017-2018 2019-2020
La coupe du monde de combiné nordique 2018-2019 est la 36e édition de la Coupe du monde de combiné nordique, compétition de combiné nordique organisée annuellement. Elle se déroule du 24 novembre 2018 au 17 mars 2019.
Les courses de la compétition ont lieu entre le 24 novembre 2018 et le 17 mars 2019 en onze étapes dans sept pays.
Le Norvégien Jarl Magnus Riiber remporte la compétition pour la première fois et succède au japonais Akito Watabe. Il s'adjuge le titre à Klingenthal à 4 épreuves de la fin.

## Organisation de la compétition

### Programme et sites de compétition
L'intégralité des onze sites de compétitions se trouvent en Europe :
- Norvège : trois sites (Lillehammer, Oslo & Trondheim) ;
- Finlande : deux sites (Ruka et Lahti) ;
- Allemagne : deux sites (Schonach et Klingenthal) ;
- Autriche : un site (Ramsau) ;
- France : un site (Chaux-Neuve) ;
- Italie : un site (Val di Fiemme) ;
- Estonie : un site (Otepaa).

### Format des épreuves
Il y a 24 courses au programme de la coupe du monde et il s'agit d'un record. Sur les 24 épreuves prévues, le calendrier compte vingt-et-une épreuves individuelles, trois épreuves par équipes.

#### Individuel
Les athlètes exécutent premièrement un saut sur un tremplin suivi d’une course de ski de fond de 5 km, 10 km ou 15 km,. À la suite du saut, des points sont attribués pour la longueur et le style. Le départ de la course de ski de fond s'effectue selon la méthode Gundersen, le coureur occupant la première place du classement de saut s’élance en premier, et les autres s’élancent ensuite dans l’ordre fixé. Le premier skieur à franchir la ligne d’arrivée remporte l’épreuve,.
Les trente premiers athlètes à l'arrivée marquent des points suivants la répartition suivante :
| Place | Points | Place | Points | Place | Points |
| ----- | ------ | ----- | ------ | ----- | ------ |
| 1er   | 100    | 11e   | 24     | 21e   | 10     |
| 2e    | 80     | 12e   | 22     | 22e   | 9      |
| 3e    | 60     | 13e   | 20     | 23e   | 8      |
| 4e    | 50     | 14e   | 18     | 24e   | 7      |
| 5e    | 45     | 15e   | 16     | 25e   | 6      |
| 6e    | 40     | 16e   | 15     | 26e   | 5      |
| 7e    | 36     | 17e   | 14     | 27e   | 4      |
| 8e    | 32     | 18e   | 13     | 28e   | 3      |
| 9e    | 29     | 19e   | 12     | 29e   | 2      |
| 10e   | 26     | 20e   | 11     | 30e   | 1      |

#### Épreuve par équipes
Chaque équipe comprend quatre coureurs qui effectuent individuellement un saut sur le tremplin. On additionne ensuite les résultats de chaque membre de l’équipe. L’équipe qui obtient le pointage total le plus élevé sera la première équipe à partir dans la partie du ski de fond qui consiste en un relais 4 × 5 kilomètres. Comme dans les épreuves individuelles, on détermine les temps de départ dans un ordre fixés selon le tableau de Gundersen. L’équipe dont le premier skieur franchit la ligne d’arrivée remporte l’épreuve,.
Les nations ne peuvent engager qu'une équipe pour cette épreuve. Les huit premières équipes à l'arrivée marquent des points suivants la répartition suivante:
| Place  | 1er | 2e  | 3e  | 4e  | 5e  | 6e  | 7e  | 8e |
| ------ | --- | --- | --- | --- | --- | --- | --- | -- |
| Points | 400 | 350 | 300 | 250 | 200 | 150 | 100 | 50 |

#### Sprint par équipes
Cette épreuve est composée par équipe de deux. Les deux athlètes effectuent un saut chacun et des points sont attribués pour la longueur et le style. Le départ de la course de fond s'effectue selon la cotation suivante (1 point = 2 secondes). Un des athlètes occupant la première place du classement de saut s’élance en premier, et les autres s’élancent ensuite dans l’ordre fixé. La course de fond de 2 × 7,5 kilomètres avec changement d’athlète tous les 1,5 kilomètre. Le premier athlète à franchir la ligne d’arrivée permet à son équipe de remporter l’épreuve.
Les nations ne peuvent engager plus de deux équipes pour cette épreuve. Les huit premières équipes à l'arrivée marquent des points suivants la répartition suivante:
| Place  | 1er | 2e  | 3e  | 4e  | 5e  | 6e | 7e | 8e |
| ------ | --- | --- | --- | --- | --- | -- | -- | -- |
| Points | 200 | 175 | 150 | 125 | 100 | 75 | 50 | 25 |

#### Trois Jours du combiné nordique
Il s'agit d'un « temps fort » de la saison avec un règlement spécifique. La compétition se déroule sur trois jours consécutifs avec une course par jour. Les résultats se reportent de jour en jour : quatre secondes de retard sur le vainqueur du jour valent une pénalité d'un point lors du concours de saut du lendemain. Le vainqueur des Trois Jours est l'athlète qui passe la ligne en premier lors de la troisième course. Lors du premier jour, tous les athlètes peuvent participer à la course qui est composé d'un saut et de 5 kilomètres en ski de fond. Le deuxième jour, les cinquante premiers athlètes de la première course peuvent concourir à l'épreuve qui est composée d'un saut et de 10 kilomètres en ski de fond. Lors du dernier jour, les trente meilleurs athlètes de la veille participent à la course qui est composée de deux sauts et de 15 kilomètres en ski de fond.
Lors des Trois Jours du combiné nordique, le système de points est différent des autres courses de la saison, la répartition est de la façon suivante :
| Place | Jour 1 et jour 2 | Jour 3 | Place | Jour 1 et jour 2 | Jour 3 | Place | Jour 1 et jour 2 | Jour 3 |
| ----- | ---------------- | ------ | ----- | ---------------- | ------ | ----- | ---------------- | ------ |
| 1er   | 50               | 200    | 11e   | 12               | 48     | 21e   | 5                | 20     |
| 2e    | 40               | 160    | 12e   | 11               | 44     | 22e   | 5                | 18     |
| 3e    | 30               | 120    | 13e   | 10               | 40     | 23e   | 4                | 16     |
| 4e    | 25               | 100    | 14e   | 9                | 36     | 24e   | 4                | 14     |
| 5e    | 23               | 90     | 15e   | 8                | 32     | 25e   | 3                | 12     |
| 6e    | 20               | 80     | 16e   | 8                | 30     | 26e   | 3                | 10     |
| 7e    | 18               | 72     | 17e   | 7                | 29     | 27e   | 2                | 8      |
| 8e    | 16               | 64     | 18e   | 7                | 26     | 28e   | 2                | 6      |
| 9e    | 15               | 58     | 19e   | 6                | 24     | 29e   | 1                | 4      |
| 10e   | 13               | 52     | 20e   | 6                | 22     | 30e   | 1                | 2      |

### Dotation financière
Les sommes suivantes sont versées aux athlètes après chaque course,:
| Place                                               | 1er    | 2e     | 3e    | 4e    | 5e    | 6e    | 7e    | 8e    | 9e    | 10e   | 11e   | 12e   | 13e   | 14e   | 15e   | 16e | 17e | 18e | 19e | 20e |
| --------------------------------------------------- | ------ | ------ | ----- | ----- | ----- | ----- | ----- | ----- | ----- | ----- | ----- | ----- | ----- | ----- | ----- | --- | --- | --- | --- | --- |
| Épreuve individuelle                                | 8 000  | 6 000  | 4 000 | 2 500 | 2 000 | 1 500 | 1 300 | 1 100 | 920   | 800   | 700   | 650   | 600   | 550   | 510   | 460 | 430 | 400 | 380 | 350 |
| Épreuve par équipes                                 | 16 000 | 10 000 | 4 000 |       |       |       |       |       |       |       |       |       |       |       |       |     |     |     |     |     |
| Sprint par équipes                                  | 12 000 | 8 000  | 4 000 | 3 000 | 2 000 | 1 000 |       |       |       |       |       |       |       |       |       |     |     |     |     |     |
| Jour 1 et 2 des « Trois jours du combiné nordique » | 4 000  | 3 000  | 2 000 | 1 250 | 1 000 | 750   | 650   | 550   | 460   | 400   | 350   | 325   | 300   | 275   | 255   | 230 | 215 | 200 | 190 | 175 |
| Jour 3 des « Trois jours du combiné nordique »      | 16 000 | 12 000 | 8 000 | 5 000 | 4 000 | 3 000 | 2 600 | 2 200 | 1 840 | 1 600 | 1 400 | 1 300 | 1 200 | 1 100 | 1 020 | 920 | 860 | 800 | 760 | 700 |

Il y a 7 000 CHF pour le meilleur fondeur et la même somme pour le meilleur sauteur.
| Place              | 1er    | 2e    | 3e    | 4e    | 5e    | 6e    |
| ------------------ | ------ | ----- | ----- | ----- | ----- | ----- |
| Classement général | 14 440 | 9 500 | 5 700 | 3 800 | 2 660 | 1 900 |

## Compétition

### Avant-saison

#### Athlètes qualifiés
Le nombre de participants autorisés par nations est calculé après chaque période (la saison est divisée en quatre périodes) en fonction :
- du FIS World Ranking qui est un indicateur qui prend notamment en compte le classement général de la compétition
- le classement de la coupe continentale

Le quota maximal est de 11 athlètes.
Sont sélectionnables :
- les athlètes nés avant l'an 2003 ;
- les athlètes ayant inscrits des points en coupe du monde ;
- les athlètes ayant inscrits des points en coupe continentale lors de la saison en cours ou lors de la saison précédente ;
- les médaillés dans les épreuves individuelles des précédents Championnats du monde junior. Ils ne se sont sélectionnables que jusqu'au début des Championnats du monde junior.

## Classements
| Rang | Nom                | Points |
| ---- | ------------------ | ------ |
| 1    | Jarl Magnus Riiber | 1518   |
| 2    | Akito Watabe       | 893    |
| 3    | Franz-Josef Rehrl  | 841    |
| 4    | Johannes Rydzek    | 806    |
| 5    | Vinzenz Geiger     | 803    |
| 6    | Mario Seidl        | 729    |
| 7    | Jørgen Graabak     | 707    |
| 8    | Fabian Riessle     | 693    |
| 9    | Espen Bjørnstad    | 596    |
| 10   | Manuel Faisst      | 485    |

| Rang | Nation     | Points |
| ---- | ---------- | ------ |
| 1    | Norvège    | 4937   |
| 2    | Allemagne  | 4117   |
| 3    | Autriche   | 4060   |
| 4    | Japon      | 2063   |
| 5    | Finlande   | 1196   |
| 6    | France     | 743    |
| 7    | Italie     | 697    |
| 8    | Pologne    | 345    |
| 9    | Tchéquie   | 291    |
| 10   | États-Unis | 111    |

| Rang | Nom               | Points |
| ---- | ----------------- | ------ |
| 1    | Alessandro Pittin | 1168   |
| 2    | Magnus Krog       | 1068   |
| 3    | Ilkka Herola      | 885    |
| 4    | Vinzenz Geiger    | 797    |
| 5    | Fabian Riessle    | 765    |
| 6    | Eero Hirvonen     | 707    |
| 7    | Johannes Rydzek   | 670    |
| 8    | Antoine Gérard    | 590    |
| 9    | Bernhard Gruber   | 577    |
| 10   | Jørgen Graabak    | 567    |

| Rang | Nom                | Points |
| ---- | ------------------ | ------ |
| 1    | Franz-Josef Rehrl  | 1260   |
| 2    | Jarl Magnus Riiber | 1135   |
| 3    | Mario Seidl        | 844    |
| 4    | Yoshito Watabe     | 814    |
| 5    | Espen Bjørnstad    | 750    |
| 6    | Szczepan Kupczak   | 713    |
| 7    | Akito Watabe       | 697    |
| 8    | Manuel Faisst      | 635    |
| 9    | Go Yamamoto        | 583    |
| 10   | Terence Weber      | 538    |

## Résultats
| Étape | Date             | Épreuve                    | Vainqueur                                                                  | Deuxième                                                           | Troisième                                                               | Leader du classement |
| ----- | ---------------- | -------------------------- | -------------------------------------------------------------------------- | ------------------------------------------------------------------ | ----------------------------------------------------------------------- | -------------------- |
| 1     | 24 novembre 2018 | HS 142 - 10 km             | Mario Seidl                                                                | Jarl Magnus Riiber                                                 | Johannes Rydzek                                                         | Mario Seidl          |
| 2     | 25 novembre 2018 | Par équipe HS 100 - 4x5 km | Allemagne- Eric Frenzel - Fabian Rießle - Johannes Rydzek - Vinzenz Geiger | Japon- Go Yamamoto - Yoshito Watabe - Hideaki Nagai - Akito Watabe | Norvège- Magnus Moan - Jan Schmid - Jarl Magnus Riiber - Jørgen Graabak |                      |

| 1re édition du Lillehammer Tour                    |                                                    |                                                    |                    |                |                   |                      |
| Étape                                              | Date                                               | Épreuve                                            | Vainqueur          | Deuxième       | Troisième         | Leader du classement |
| 3                                                  | 30 novembre 2018                                   | HS 98 - 5 km                                       | Jarl Magnus Riiber | Eric Frenzel   | Franz-Josef Rehrl | Jarl Magnus Riiber   |
| 4                                                  | 1er décembre 2018                                  | 10 km - HS 98                                      | Jarl Magnus Riiber | Eric Frenzel   | Fabian Riessle    | Jarl Magnus Riiber   |
| 5                                                  | 2 décembre 2018                                    | HS 140 - 10 km                                     | Jarl Magnus Riiber | Jørgen Graabak | Johannes Rydzek   | Jarl Magnus Riiber   |
| 1re édition du Lillehammer Tour - Classement final | 1re édition du Lillehammer Tour - Classement final | 1re édition du Lillehammer Tour - Classement final | Jarl Magnus Riiber | Eric Frenzel   | Jørgen Graabak    |                      |

| Étape | Date             | Épreuve       | Vainqueur          | Deuxième          | Troisième     | Leader du classement |
| ----- | ---------------- | ------------- | ------------------ | ----------------- | ------------- | -------------------- |
| 6     | 22 décembre 2018 | HS 98 - 10 km | Jarl Magnus Riiber | Franz-Josef Rehrl | Fabian Rießle | Jarl Magnus Riiber   |
| 7     | 23 décembre 2018 | HS 98 - 10 km | Jørgen Graabak     | Johannes Rydzek   | Fabian Rießle | Jarl Magnus Riiber   |

| Étape | Date           | Épreuve        | Vainqueur          | Deuxième        | Troisième    | Leader du classement |
| ----- | -------------- | -------------- | ------------------ | --------------- | ------------ | -------------------- |
| 8     | 5 janvier 2019 | HS 100 - 10 km | Jarl Magnus Riiber | Akito Watabe    | Martin Fritz | Jarl Magnus Riiber   |
| 9     | 6 janvier 2019 | HS 100 - 10 km | Jarl Magnus Riiber | Johannes Rydzek | Akito Watabe | Jarl Magnus Riiber   |

| Étape | Date            | Épreuve                             | Vainqueur                              | Deuxième                                      | Troisième                                  | Leader du classement |
| ----- | --------------- | ----------------------------------- | -------------------------------------- | --------------------------------------------- | ------------------------------------------ | -------------------- |
| 10    | 11 janvier 2019 | HS 135 - 10 km                      | Johannes Rydzek                        | Jørgen Graabak                                | Mario Seidl                                | Jarl Magnus Riiber   |
| 11    | 12 janvier 2019 | Sprint par équipe HS 135 - 2x7,5 km | Norvège I- Jan Schmid - Jørgen Graabak | Allemagne I- Johannes Rydzek - Vinzenz Geiger | Allemagne II- Eric Frenzel - Fabian Rießle |                      |
| 12    | 13 janvier 2019 | HS 135 - 10 km                      | Vinzenz Geiger                         | Johannes Rydzek                               | Akito Watabe                               | Jarl Magnus Riiber   |

|                                         |                 |                |                   |                 |                   |                      |
| Les Trois Jours du combiné nordique     |                 |                |                   |                 |                   |                      |
| Étape                                   | Date            | Épreuve        | Vainqueur         | Deuxième        | Troisième         | Leader du classement |
| 13                                      | 18 janvier 2019 | HS 118 - 5 km  | Franz-Josef Rehrl | Espen Bjørnstad | Fabian Rießle     | Jarl Magnus Riiber   |
| 14                                      | 19 janvier 2019 | HS 118 - 10 km | Franz-Josef Rehrl | Akito Watabe    | Fabian Rießle     | Jarl Magnus Riiber   |
| 15                                      | 20 janvier 2019 | HS 118 - 15 km | Mario Seidl       | Fabian Rießle   | Franz-Josef Rehrl | Jarl Magnus Riiber   |
| Vainqueur des Trois Jours : Mario Seidl |                 |                |                   |                 |                   |                      |
|                                         |                 |                |                   |                 |                   |                      |

| Étape | Date            | Épreuve        | Vainqueur          | Deuxième       | Troisième      | Leader du classement |
| ----- | --------------- | -------------- | ------------------ | -------------- | -------------- | -------------------- |
| 16    | 26 janvier 2019 | HS 140 - 10 km | Jarl Magnus Riiber | Magnus Krog    | Wilhelm Denifl | Jarl Magnus Riiber   |
| 17    | 27 janvier 2019 | HS 140 - 10 km | Jarl Magnus Riiber | Vinzenz Geiger | Jørgen Graabak | Jarl Magnus Riiber   |

| Étape | Date           | Épreuve        | Vainqueur          | Deuxième       | Troisième       | Leader du classement |
| ----- | -------------- | -------------- | ------------------ | -------------- | --------------- | -------------------- |
| 18    | 2 février 2019 | HS 140 - 10 km | Jarl Magnus Riiber | Vinzenz Geiger | Johannes Rydzek | Jarl Magnus Riiber   |
| 19    | 3 février 2019 | HS 140 - 10 km | Jarl Magnus Riiber | Ilkka Herola   | Fabian Riessle  | Jarl Magnus Riiber   |

| Étape | Date            | Épreuve                             | Vainqueur                                | Deuxième                                    | Troisième                                | Leader du classement |
| ----- | --------------- | ----------------------------------- | ---------------------------------------- | ------------------------------------------- | ---------------------------------------- | -------------------- |
| 20    | 9 février 2019  | Sprint par équipe HS 130 - 2x7,5 km | Finlande I- Ilkka Herola - Eero Hirvonen | Norvège I- Espen Bjørnstad - Jørgen Graabak | Autriche I- Wilhelm Denifl - Mario Seidl |                      |
| 21    | 10 février 2019 | HS 130 - 10 km                      | Jørgen Graabak                           | Akito Watabe                                | Mario Seidl                              | Jarl Magnus Riiber   |

|                                                                                |  |  |  |  |  |  |
| Seefeld Championnats du monde de ski nordique 2019 (20 février au 3 mars 2019) |  |  |  |  |  |  |
|                                                                                |  |  |  |  |  |  |

| Étape | Date        | Épreuve        | Vainqueur          | Deuxième     | Troisième       | Leader du classement |
| ----- | ----------- | -------------- | ------------------ | ------------ | --------------- | -------------------- |
| 22    | 9 mars 2019 | HS 134 - 10 km | Jarl Magnus Riiber | Ilkka Herola | Espen Bjørnstad | Jarl Magnus Riiber   |

| Étape | Date         | Épreuve        | Vainqueur          | Deuxième        | Troisième          | Leader du classement |
| ----- | ------------ | -------------- | ------------------ | --------------- | ------------------ | -------------------- |
| 23    | 16 mars 2019 | HS 106 - 10 km | Bernhard Gruber    | Lukas Greiderer | Jarl Magnus Riiber | Jarl Magnus Riiber   |
| 24    | 17 mars 2019 | HS 106 - 15 km | Jarl Magnus Riiber | Jan Schmid      | Bernhard Gruber    | Jarl Magnus Riiber   |